# Ouled Boughalem
Ouled Boughalem (em árabe: أوالد بوغالم) é uma cidade e comuna localizada na província de Mostaganem, Argélia. De acordo com o censo de 2008, a população total da cidade era de 13 761 habitantes.